# Atocha (metropolitana di Madrid)
Atocha (in spagnolo Atocha-Cercanías) è una stazione della Linea 1 della metropolitana di Madrid, e, con il nome di Madrid-Atocha, la stazione principale della rete di Cercanías di Madrid.
Si trova sotto all'Avenida Ciudad de Barcelona e al Paseo de la Infanta Isabel, tra i distretti di Retiro e Arganzuela. È collegata direttamente con la stazione ferroviaria di Atocha.

## Storia
La stazione fu inaugurata nel 1988 con il nome di Atocha Renfe e venne costruita tra le stazioni già esistenti e funzionanti di Estación del Arte e Menéndez Pelayo.
Il 1º febbraio 2022 la stazione ha assunto il nome attuale di Atocha, nome lasciato libero oltre 3 anni prima da Estación del Arte.
È stato approvato il progetto che prevede l'ampliamento della linea 11 per farla passare da Atocha e costituire un grosso nodo intermodale tra metropolitana, Cercanías e stazione ferroviaria.

## Accessi
Vestibolo Alfonso XII
- Alfonso XII Paseo de la Infanta Isabel (angolo con Calle de Alfonso XII)
- Paseo Infanta Isabel Paseo de la Infanta Isabel 15
- Ascensor: Paseo de la Infanta Isabel (angolo con Calle de Alfonso XII)
- Renfe Vestibolo Renfe aperto dalle 6:00 alle 0:30